# آنته تومیچ
آنته تومیچ (انگلیسی: Ante Tomić (basketball)؛ زادهٔ ۱۷ فوریهٔ ۱۹۸۷) یک بازیکن بسکتبال اهل کرواسی است.
از باشگاه‌هایی که در آن بازی کرده‌است می‌توان به باشگاه بسکتبال بارسلونا اشاره کرد.